# Finrod
Finrod Felagund è un personaggio di Arda, l'universo immaginario fantasy creato dallo scrittore inglese J. R. R. Tolkien. È un Elfo Noldor nato a Valinor.
È il figlio maggiore della casata di Finarfin. I suoi fratelli sono Galadriel, Orodreth, Angrod e Aegnor. Gli sono stati accomunati diversi soprannomi: Nom, Signore delle Caverne, Il Saggio e Amico degli Uomini. Fu uno degli Elfi Noldorin più nobili e amati, e Galadriel sua sorella si confidava soprattutto con lui.

## Biografia
Finrod nacque nella città di Tirion da Finarfin, figlio del Re dei Noldor Finwë, e da Eärwen, figlia del Re dei Teleri Olwë, ed ebbe tre fratelli minori: Angrod, Aegnor e Galadriel. A seguito dell'Ottenebramento di Valinor e il furto dei Silmaril da parte di Morgoth, Finrod, insieme ai fratelli, decise di seguire suo zio Fëanor nella Terra di Mezzo per vendicarsi dell'Oscuro Signore. Venne tuttavia abbandonato dallo zio e dai figli di quest'ultimo tra i ghiacci deil'Helcaraxë, ma riuscì ugualmente a raggiungere la Terra di Mezzo, fondando in seguito la città Minas Tirith sull'isola di Tol-Sirion, dove instaurò la propria residenza. 
Ma quando vide le aule di Thingol nel Doriath, Menegroth, gli nacque il proposito di abitare egli stesso in un simile luogo. Thingol allora gli suggerì di andare a visitare le caverne nei pressi del fiume Narog, sotto l'Alto Faroth. Fatto ciò, Finrod decise di dimorarvi e cominciò a costruirvi grandi sale. Ad aiutarlo vi furono anche i Nani dei Monti Azzurri. La roccaforte venne chiamata Nargothrond e Finrod venne soprannominato dai Nani Felagund, ovvero Scavatore di Caverne.
Mentre cacciava nelle terre del Thargelion nel Beleriand dell'est sotto il controllo di Caranthir figlio di Fëanor, Finrod fu il primo dei Noldor a incontrare gli Uomini, i secondogeniti di Ilúvatar, e a lungo si intrattenne con loro, imparando la loro lingua e insegnando loro il Sindarin. Egli intervenne anche in loro difesa davanti agli Elfi Verdi dell'Ossiriand i quali erano impauriti dalla venuta degli uomini e ne volevano la morte, e chiese il permesso a re Thingol di portarli con sé nell'Estolad.
Barahir, Uomo della Casa di Bëor, salvò la vita a Felagund nella Dagor Bragollach il quale, in riconoscenza di ciò, gli giurò fedeltà e gli donò l'anello verde come pegno di questo giuramento (l'Anello di Barahir, appunto). Quando qualche anno dopo, il figlio di Barahir, Beren, entrò nel Nargothrond alla ricerca di aiuto, Finrod lo seguì insieme con dieci degli elfi che con lui dimoravano alla ricerca del Silmaril per riparare al suo debito e tener fede al giuramento. Essi vennero catturati e imprigionati in Tol-in-Gaurhoth (l'Isola dei Lupi). Qui avvenne la famosa contesa tra il signore dell'isola, Sauron, e Felagund, che si sfidarono con canti di potere. Ma fu Sauron a prevalere. A uno a uno tutti gli uomini di Finrod vennero divorati dai lupi mannari. Lasciato per ultimo insieme con Beren, si sacrificò lottando contro il lupo venuto a uccidere l'amico.
(J.R.R. Tolkien, Il Silmarillion)
Il nome Finrod è la versione Sindarin per il nome Quenya Findaráto Ingoldo, che all'incirca significa "Grande discendente di Finwë". Felagund era il soprannome che Finrod si guadagnò dai Nani al termine della costruzione del Nargothrond. Il termine non è propriamente Sindarin ma piuttosto un Khuzdul con influssi di Sindarin. Anche Bëor gli diede un nuovo nome poiché al loro primo incontro non potevano ancora parlarsi. Egli lo chiamò Nóm, "saggezza".
Finrod in vita amò Amarië, un'Elfa della schiera dei Vanyar che non volle o non poté seguirlo nel suo viaggio verso l'est. Egli non si sposò mai durante la sua vita nel Beleriand e le rimase sempre fedele.

## Curiosità
- Nei primi abbozzi di Tolkien, Finrod avrebbe dovuto essere il più giovane dei figli di Finwë, Inglor, ma il nome venne poi cambiato in quello di Finarfin e il nome Finrod si riferisce al primogenito dello stesso Finarfin.
- Nel concept album Nightfall in Middle-Earth, del gruppo power metal tedesco Blind Guardian, alla figura di Finrod Felagund è dedicato un intramezzo dal titolo Nòm the Wise in cui il narratore, probabilmente Bèren Erchamion, compiange la morte del Re di Nargothrond, è dedicato anche il brano "The Eldar".

## La Casa di Finarfin
| Finwë     | Finwë     | Finwë     | Finwë     | Finwë     | Finwë     |           |           | Indis     | Indis     | Indis    | Indis    | Indis     | Indis     |           |           | Olwë      | Olwë      | Olwë   | Olwë   | Olwë   | Olwë   |  |  |        |        |        |        |         |         |         |         |           |           |           |           |           |           |           |           |           |           |          |          |          |          |       |       |       |       |  |  |  |  |  |  |  |  |  |  |  |  |  |  |  |  |
| Finwë     | Finwë     | Finwë     | Finwë     | Finwë     | Finwë     |           |           | Indis     | Indis     | Indis    | Indis    | Indis     | Indis     |           |           | Olwë      | Olwë      | Olwë   | Olwë   | Olwë   | Olwë   |  |  |        |        |        |        |         |         |         |         |           |           |           |           |           |           |           |           |           |           |          |          |          |          |       |       |       |       |  |  |  |  |  |  |  |  |  |  |  |  |  |  |  |  |
|           |           |           |           |           |           |           |           |           |           |          |          |           |           |           |           |           |           |        |        |        |        |  |  |        |        |        |        |         |         |         |         |           |           |           |           |           |           |           |           |           |           |          |          |          |          |       |       |       |       |  |  |  |  |  |  |  |  |  |  |  |  |  |  |  |  |
|           |           |           |           |           |           |           |           |           |           |          |          |           |           |           |           |           |           |        |        |        |        |  |  |        |        |        |        |         |         |         |         |           |           |           |           |           |           |           |           |           |           |          |          |          |          |       |       |       |       |  |  |  |  |  |  |  |  |  |  |  |  |  |  |  |  |
| Fingolfin | Fingolfin | Fingolfin | Fingolfin | Fingolfin | Fingolfin |           |           | Finarfin  | Finarfin  | Finarfin | Finarfin | Finarfin  | Finarfin  |           |           | Eärwen    | Eärwen    | Eärwen | Eärwen | Eärwen | Eärwen |  |  |        |        |        |        |         |         |         |         |           |           |           |           |           |           |           |           |           |           |          |          |          |          |       |       |       |       |  |  |  |  |  |  |  |  |  |  |  |  |  |  |  |  |
| Fingolfin | Fingolfin | Fingolfin | Fingolfin | Fingolfin | Fingolfin |           |           | Finarfin  | Finarfin  | Finarfin | Finarfin | Finarfin  | Finarfin  |           |           | Eärwen    | Eärwen    | Eärwen | Eärwen | Eärwen | Eärwen |  |  |        |        |        |        |         |         |         |         |           |           |           |           |           |           |           |           |           |           |          |          |          |          |       |       |       |       |  |  |  |  |  |  |  |  |  |  |  |  |  |  |  |  |
|           |           |           |           |           |           |           |           |           |           |          |          |           |           |           |           |           |           |        |        |        |        |  |  |        |        |        |        |         |         |         |         |           |           |           |           |           |           |           |           |           |           |          |          |          |          |       |       |       |       |  |  |  |  |  |  |  |  |  |  |  |  |  |  |  |  |
|           |           |           |           |           |           |           |           |           |           |          |          |           |           |           |           |           |           |        |        |        |        |  |  |        |        |        |        |         |         |         |         |           |           |           |           |           |           |           |           |           |           |          |          |          |          |       |       |       |       |  |  |  |  |  |  |  |  |  |  |  |  |  |  |  |  |
| Finrod    | Finrod    | Finrod    | Finrod    | Finrod    | Finrod    |           |           | ?         | ?         | ?        | ?        | ?         | ?         |           |           | Angrod    | Angrod    | Angrod | Angrod | Angrod | Angrod |  |  | Aegnor | Aegnor | Aegnor | Aegnor | Aegnor  | Aegnor  |         |         | Galadriel | Galadriel | Galadriel | Galadriel | Galadriel | Galadriel |           |           | Celeborn  | Celeborn  | Celeborn | Celeborn | Celeborn | Celeborn |       |       |       |       |  |  |  |  |  |  |  |  |  |  |  |  |  |  |  |  |
| Finrod    | Finrod    | Finrod    | Finrod    | Finrod    | Finrod    |           |           | ?         | ?         | ?        | ?        | ?         | ?         |           |           | Angrod    | Angrod    | Angrod | Angrod | Angrod | Angrod |  |  | Aegnor | Aegnor | Aegnor | Aegnor | Aegnor  | Aegnor  |         |         | Galadriel | Galadriel | Galadriel | Galadriel | Galadriel | Galadriel |           |           | Celeborn  | Celeborn  | Celeborn | Celeborn | Celeborn | Celeborn |       |       |       |       |  |  |  |  |  |  |  |  |  |  |  |  |  |  |  |  |
|           |           |           |           |           |           |           |           |           |           |          |          |           |           |           |           |           |           |        |        |        |        |  |  |        |        |        |        |         |         |         |         |           |           |           |           |           |           |           |           |           |           |          |          |          |          |       |       |       |       |  |  |  |  |  |  |  |  |  |  |  |  |  |  |  |  |
|           |           |           |           | ?         | ?         | ?         | ?         | ?         | ?         |          |          | Orodreth  | Orodreth  | Orodreth  | Orodreth  | Orodreth  | Orodreth  |        |        |        |        |  |  |        |        |        |        | Elrond  | Elrond  | Elrond  | Elrond  | Elrond    | Elrond    |           |           | Celebrían | Celebrían | Celebrían | Celebrían | Celebrían | Celebrían |          |          |          |          |       |       |       |       |  |  |  |  |  |  |  |  |  |  |  |  |  |  |  |  |
|           |           |           |           | ?         | ?         | ?         | ?         | ?         | ?         |          |          | Orodreth  | Orodreth  | Orodreth  | Orodreth  | Orodreth  | Orodreth  |        |        |        |        |  |  |        |        |        |        | Elrond  | Elrond  | Elrond  | Elrond  | Elrond    | Elrond    |           |           | Celebrían | Celebrían | Celebrían | Celebrían | Celebrían | Celebrían |          |          |          |          |       |       |       |       |  |  |  |  |  |  |  |  |  |  |  |  |  |  |  |  |
|           |           |           |           |           |           |           |           |           |           |          |          |           |           |           |           |           |           |        |        |        |        |  |  |        |        |        |        |         |         |         |         |           |           |           |           |           |           |           |           |           |           |          |          |          |          |       |       |       |       |  |  |  |  |  |  |  |  |  |  |  |  |  |  |  |  |
|           |           |           |           |           |           |           |           |           |           |          |          |           |           |           |           |           |           |        |        |        |        |  |  |        |        |        |        |         |         |         |         |           |           |           |           |           |           |           |           |           |           |          |          |          |          |       |       |       |       |  |  |  |  |  |  |  |  |  |  |  |  |  |  |  |  |
|           |           |           |           | Gil-galad | Gil-galad | Gil-galad | Gil-galad | Gil-galad | Gil-galad |          |          | Finduilas | Finduilas | Finduilas | Finduilas | Finduilas | Finduilas |        |        |        |        |  |  |        |        |        |        | Elladan | Elladan | Elladan | Elladan | Elladan   | Elladan   |           |           | Elrohir   | Elrohir   | Elrohir   | Elrohir   | Elrohir   | Elrohir   |          |          | Arwen    | Arwen    | Arwen | Arwen | Arwen | Arwen |  |  |  |  |  |  |  |  |  |  |  |  |  |  |  |  |